# Medovo, Stara Zagora
Medovo (în bulgară Медово) este un sat în comuna Bratea Daskalovi, regiunea Stara Zagora,  Bulgaria. 

## Demografie
Componența etnică a satului Medovo
     Bulgari (97,15%)
     Nicio identificare (1,42%)
     Altele (1,42%)
La recensământul din 2011, populația satului Medovo era de 211 locuitori. Din punct de vedere etnic, majoritatea locuitorilor (97,15%) erau bulgari. Pentru 1,42% din locuitori nu este cunoscută apartenența etnică.